# Howard Thompson
 (octobre 2017).
Si vous disposez d'ouvrages ou d'articles de référence ou si vous connaissez des sites web de qualité traitant du thème abordé ici, merci de compléter l'article en donnant les références utiles à sa vérifiabilité et en les liant à la section « Notes et références ».
Howard Thompson (25 octobre 1919 - 10 mars 2002) était un auteur et journaliste américain principalement connu pour ses critiques cinématographiques publiées dans le magazine The New York Times de 1947 à 1988. Il meurt le 10 mars 2002 à l'âge de 82 ans, d'une pneumonie